# トゥーン郡 (チエンラーイ県)
座標: 北緯19度41分6秒 東経100度11分36秒 / 北緯19.68500度 東経100.19333度

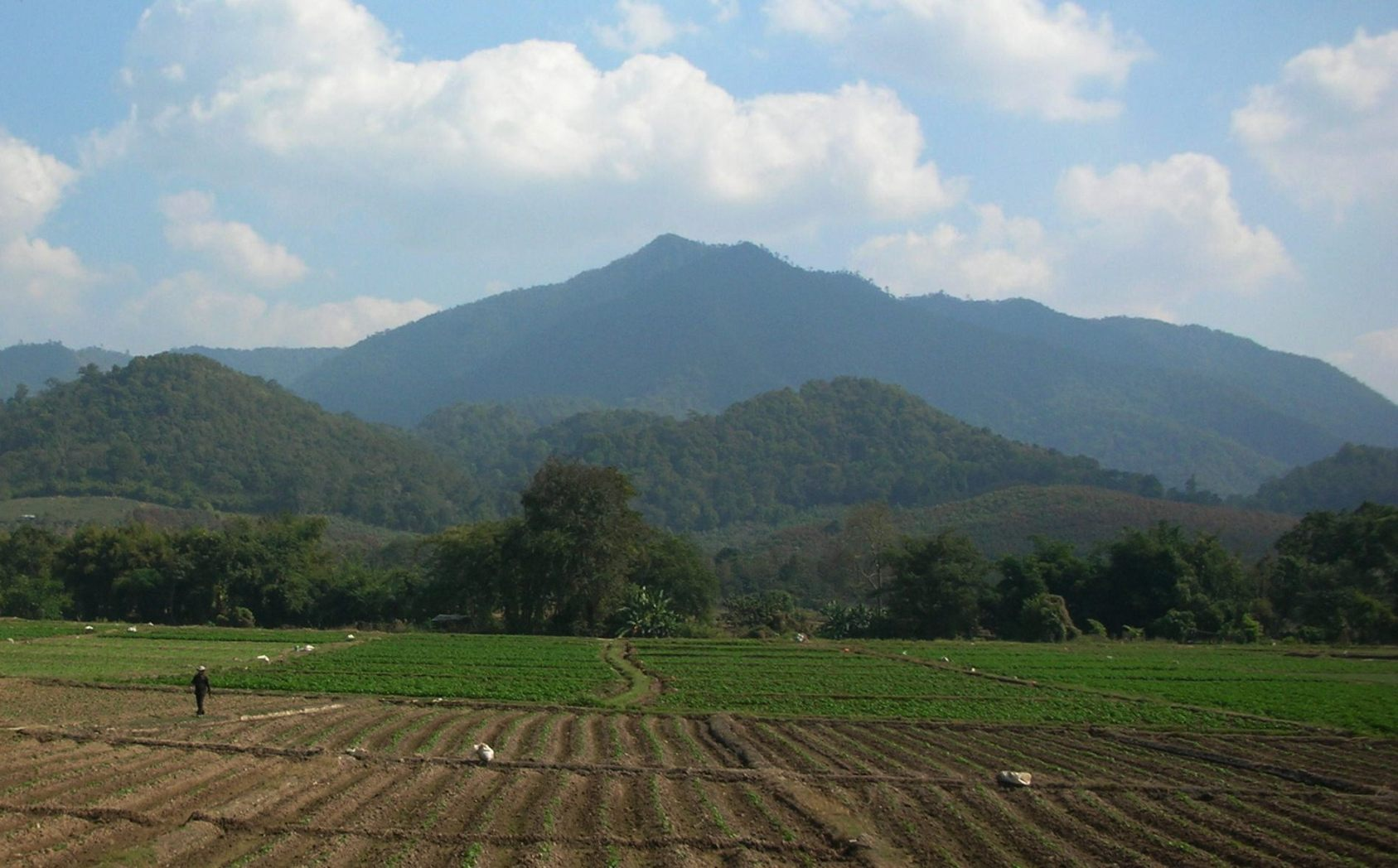
Doi Lan

トゥーン郡（トゥーンぐん）はタイ北部・チエンラーイ県の郡（アムプー）。

## 歴史
クン・チョームタムの息子クン・チュアンの時代からあったとされ、620年ごろ、プーカームヤーオ（現在のパヤオ）の支配下に入った。1274年ごろには、マンラーイ王がやってきてトゥーンを陥落させ、その支配下におさめた。
1895年、キンクウェーン・ムアントゥーンと称され、ナーン王国の支配下におかれたが、1904年、プラヤー・ピサーンキーリーメークの支配下、チエンラーイ県に編入された。1914年、郡（アムプー）となった。

## 地理
市街地はイン川の形成した台地にあり、郡内の重要な水源はイン川である。郡東部は山岳地帯である。
1020号線が北から西に延びており、北はクンターン、西はチエンラーイ方面に通じている。1174号線が同じく北に通っており、パヤーメンラーイ方面と通じている。1292号線が郡西部から南に延びており、チュン方面と通じている。1155号線が東部から北に延びており、ウィエンケンと通じている。1021号線が南に延びておりチエンカム方面と通じている。

## 経済
郡内の主な産業は農業で、コメ、トウモロコシ、果物類などが生産されている。

## 行政区分
郡は10のタムボンに分かれ、さらにその下位に175の村（ムーバーン）がある。自治体（テーサバーン）があり以下のようになっている。
- テーサバーンタムボン・ウィエントゥーン・・・タムボン・ウィエントゥーンの一部
- テーサバーンタムボン・バーンプロン・・・タムボン・プロンの一部

また郡内には、10のタムボン行政体（オンカーンボーリハーンスワンタムボン）が設置されている。以下のリストで欠番のタムボンは分離してクンターン郡をつくっている郡である。
1. タムボン・ウィエン・・・ตำบลเวียง
2. タムボン・ギウ・・・ตำบลงิ้ว
3. タムボン・プロン・・・ตำบลปล้อง
4. タムボン・メープローイ・・・ตำบลแม่ลอย
5. タムボン・チエンキエン・・・ตำบลเชียงเคี่ยน

1. タムボン・タップタオ・・・ตำบลตับเต่า
2. タムボン・ガーオ・・・ตำบลหงาว
3. タムボン・サンサーイガーム・・・ตำบลสันทรายงาม
4. タムボン・シードーンチャイ・・・ตำบลศรีดอนไชย
5. タムボン・ノーンレート・・・ตำบลหนองแรด